# 1873년 만국 박람회

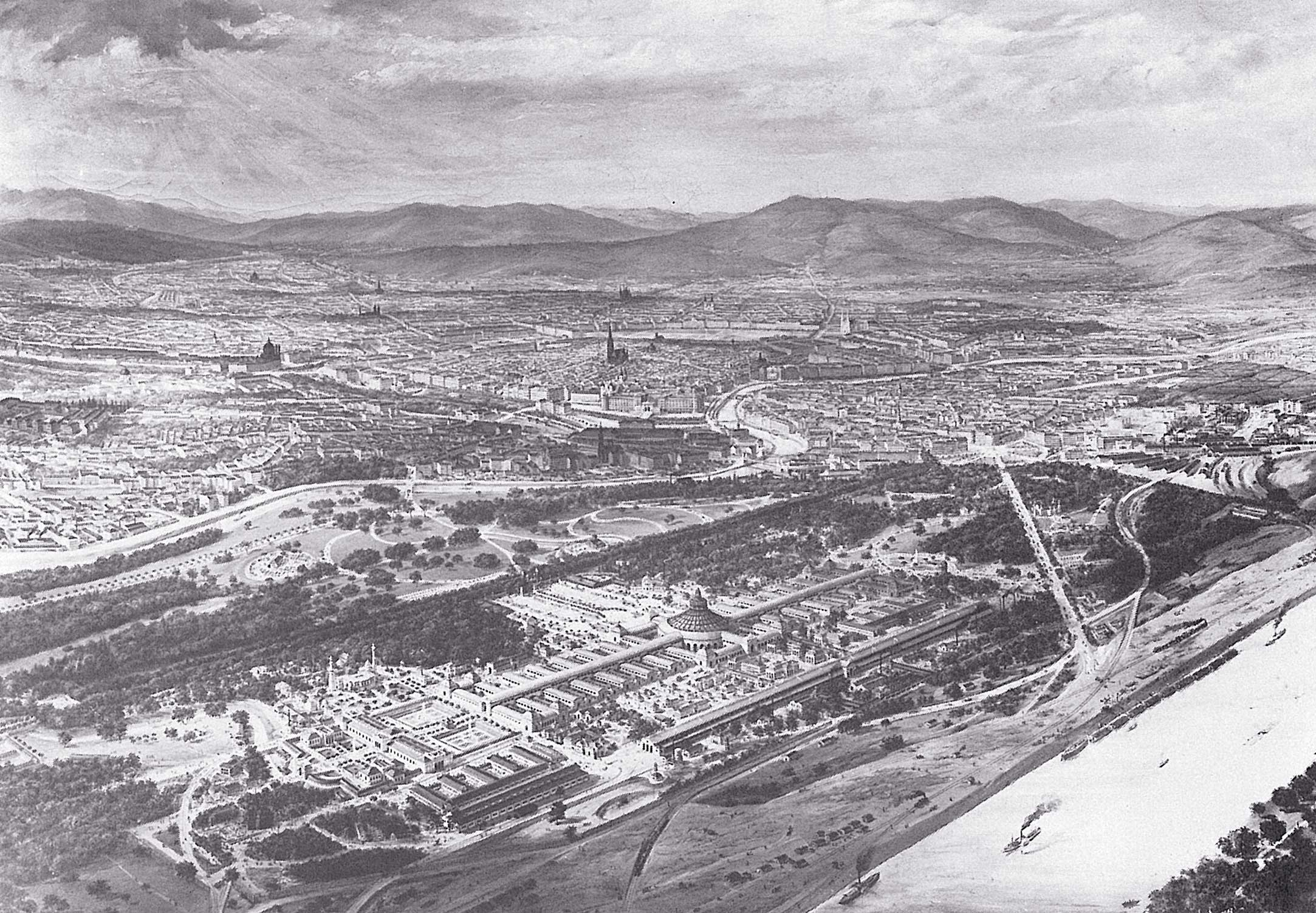
빈 엑스포, 1873년

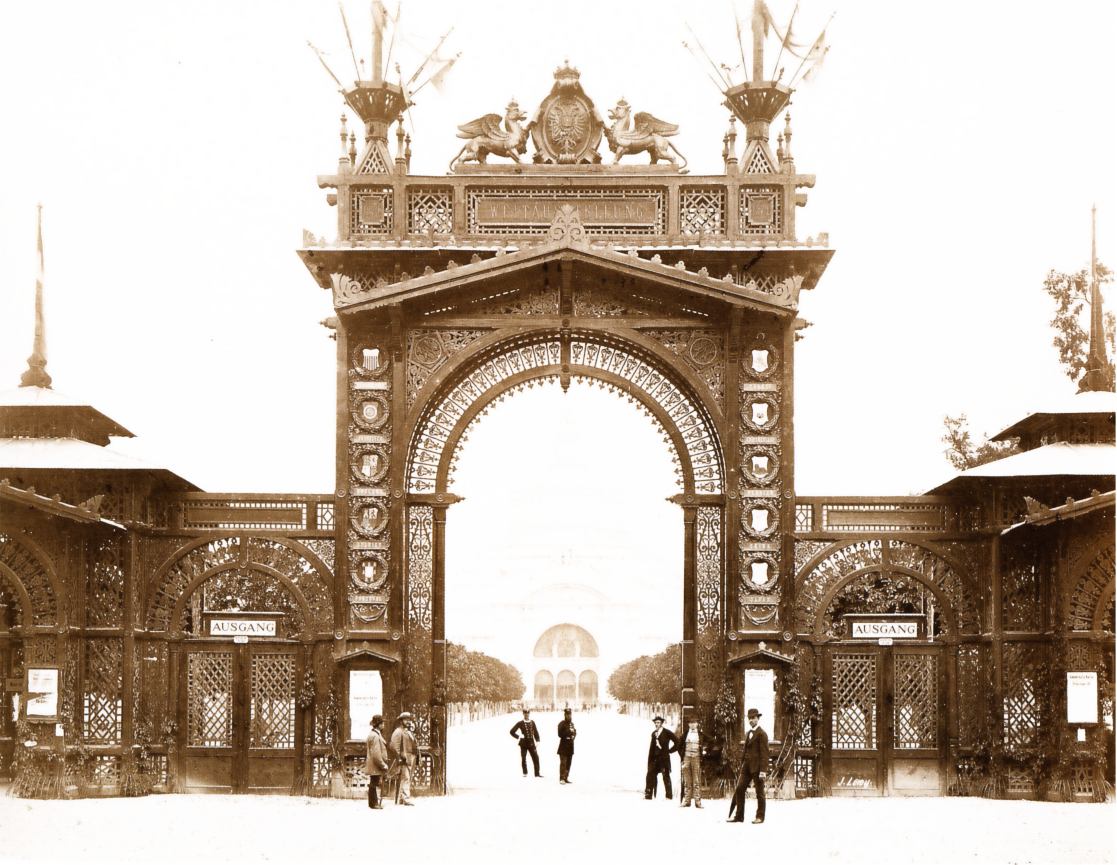
1873년 엑스포 장 입구

1873년 만국 박람회 또는 빈 만국 박람회(독일어: Weltausstellung 1873 Wien)는 1873년 5월 1일부터 10월 31일까지 오스트리아-헝가리 제국의 수도였던 빈 중심부에 있는 링슈트라세 내 프라터 공원에서 개최된 국제박람회이다.

## 개요
주제는 ‘문화와 교육’으로 35개국이 참여하였고, 회기 중 726만 명이 입장했다. 일본 정부가 처음으로 공식 참가하여 일본관이 건설되었다. 공원에는 높이 84m, 직경 108m의 대형 돔을 설치 면적 16 헥타르의 철골조의 대형 파빌리온 건설하여, 산업관, 농업관, 박물관, 황제관 등 194개국과 기업의 관이 수용되었다. 파빌리온의 대부분은 스위스와 티롤의 주택풍으로 건설되었다. 이 시대의 산업과 새로운 발명을 반영하는 전시 외에도 엑스포의 테마에 따라 여성 노동과 육아 정책에 관한 파빌리온도 마련됐다. 회기 중에는 국제 무역이나 특허 등에 관한 국제회의도 다수 개최되었고, 유럽 열강 각국 정상과 황족, 왕족도 방문하여 정상 회담도 열렸다. 이와쿠라 사절단도 1873년 6월에 이 박람회를 견학하였고, 구메 구니다케가 편찬한 「미구회람실기」(米欧回覧実記, 1878년 발행)에 자세한 기록(일부 풍경 동판 그림 등)을 남겼다.
회기 중 관객은 725만 명을 예상되고 있었지만, 개막 직후에 발생한 빈 증권거래소의 폭락에서 비롯된 대불황과 콜레라의 유행으로 관객 수는 이에 미치지 못했다. 그러나 전시회는 빈의 도시 인프라를 크게 향상시켰다. 프라터 공원에 남아 있던 대형 파빌리온은 1937년에 소실되었고, 현재는 부지에 빈의 견본장이 건립되어 있다.

## 참가국
일본 제국, 청나라, 시암, 페르시아(이란), 오스만 제국(터키), 모로코, 그리스 왕국, 루마니아, 러시아 제국, 미국, 캐나다, 하와이, 대영 제국, 프랑스 제1공화국, 네덜란드, 벨기에, 브라질 제국, 덴마크, 스웨덴과 각 나라별 식민지 대표들까지 합치면 총 35개국이 참여했다.